# چیو چیوان
چیو چیوان (انگلیسی: Qiu Qiyuan؛ زادهٔ ۲۴ مهٔ ۲۰۰۷) ژیمناست هنری زن اهل چین است.